# Spondias
Spondias is een plantengeslacht uit de pruikenboomfamilie (Anacardiaceae). De soorten komen voor op Madagaskar en van (sub)tropisch Azië tot in het zuidwestelijk Pacifisch gebied. Verder komen soorten voor in (sub)tropisch Amerika.
Van economisch belang zijn soorten met eetbare vruchten zoals de ambarella (Spondias dulcis), de gele mombinpruim (Sponias mombin) en de rode mombinpruim (Spondias purpurea). 

## Soorten
- Spondias admirabilis J.D.Mitch. & Daly
- Spondias bahiensis P.Carvalho, Van den Berg & M.Machado
- Spondias bipinnata Airy Shaw & Forman
- Spondias dulcis Parkinson
- Spondias expeditionaria J.D.Mitch. & Daly
- Spondias globosa J.D.Mitch. & Daly
- Spondias macrocarpa Engl.
- Spondias malayana Kosterm.
- Spondias mombin L.
- Spondias novoguineensis Kosterm.
- Spondias pinnata (L.f.) Kurz
- Spondias purpurea L.
- Spondias radlkoferi Donn.Sm.
- Spondias tefyi J.D.Mitch., Daly & Randrian.
- Spondias testudinis J.D.Mitch. & Daly
- Spondias tuberosa Arruda
- Spondias venulosa (Mart. ex Engl.) Engl.
- Spondias xerophila Kosterm.